# Bo Wålemark
Bo Roland Wålemark, född 18 augusti 1964 i Ljungskile, svensk fotbollsspelare (försvarare) och tränare.
En av de tre framgångsrika fotbollsbröderna Wålemark (Bo, Jens och Jörgen) från Ljungskile. 

## Spelarkarriär
Efter spel i bland annat IK Oddevold på 80-talet återvände Bo Wålemark till Ljungskile SK där han som spelande tränare tillsammans med Johan Brinck förde klubben från division 5 till division 1. Som enbart spelare var han sedan också med att föra Ljungskile till Allsvenskan efter kvalseger mot Umeå FC 1996. 1997 stod han för klubbens första allsvenska mål i premiärmatchen mot IFK Norrköping på Skarsjövallen. Ljungskile vann matchen med 2-1.
Bo Wålemark är den enda inom svensk fotboll som gjort mål för samma lag i Div V, Div IV, Div III, Div II, Div I och Allsvenskan.

## Tränarkarriär
Efter den allsvenska sejouren var Wålemark tillbaka som tränare i Ljungskile under en säsong, för att sedan träna Vallens IF i trean 1999-2002. Därefter blev han huvudansvarig tränare för IK Oddevold i div 3 och 2 under de tre säsongerna 2003-2006. 2007-2009 tränade Wålemark laget Ljungskile SK Tipselit. Efter en dålig start för Ljungskile i Superettan 2009 fick Bo Wålemark ta över som huvudtränare för LSK efter att den förste huvudtränaren Gudmundur Magnússon sparkats. Bosse knöt efter ett par omgångar till sig Örjan Glans och laget jobbade sig sakta men säkert ur bottenträsket och säkrade nytt kontrakt i den näst sista (29:e) omgången genom bortaseger mot GIF Sundsvall med 3-0.
Inför säsongen 2012 kom Bo Wålemark och Örjan Glans till IK Brage från Ljungskile. Inför säsongen 2013 valde Bo Wålemark och Örjan Glans att avsluta sitt samarbete. Den 6 januari 2013 sparkade IK Brage både Wålemark och Glans, bara för att inför säsongen 2014 återanställa Wålemark.